# Bella scoperta! - Antiche invenzioni
Bella scoperta! - Antiche invenzioni (Ancient Discoveries) è un documentario inglese del 2003, trasmesso in Italia su History Channel e attualmente su Focus. La serie incrocia interviste ad esperti, studi di fonti documentarie, scavi archeologici e nuovi metodi di analisi al computer. In Italia sono stati mandati in onda sinora solo gli episodi della terza stagione.

## Episodi

### Prima stagione (2003)
| Numero | Titolo originale                | Prima visione inglese |
| ------ | ------------------------------- | --------------------- |
| 1x01   | Ancient Computer?               | 21 dicembre 2003      |
| 1x02   | Galen, Doctor to the Gladiators | 21 dicembre 2003      |
| 1x03   | Heron of Alexandria             | 21 dicembre 2003      |

### Seconda stagione (2005)
| Numero | Titolo originale | Prima visione inglese |
| ------ | ---------------- | --------------------- |
| 2x01   | Ships            | 21 agosto 2005        |
| 2x02   | Warfare          | 21 agosto 2005        |
| 2x03   | Machines II      | 11 dicembre 2005      |

### Terza Stagione (2007)
| Titolo italiano                   | Titolo originale     | Numero | Prima visione inglese |
| --------------------------------- | -------------------- | ------ | --------------------- |
| L'assedio di Troia                | Siege of Troy        | 3x01   | 23 gennaio 2007       |
| Aerei e macchine del mondo antico | Cars & Planes        | 3x02   | 30 gennaio 2007       |
| Macchine degli Dei                | Machines of the Gods | 3x03   | 6 febbraio 2007       |
| Supernavi                         | Super ships          | 3x04   | 13 febbraio 2007      |
| Mega macchine                     | Mega Machines        | 3x05   | 20 febbraio 2007      |
| L'arte della guerra in Egitto     | Egyptian Warfare     | 3x06   | 27 febbraio 2007      |
| L'arte della guerra in Cina       | Chinese Warfare      | 3x07   | 6 marzo 2007          |
| Il Rinascimento Cinese            | Machines III         | 3x08   | 27 marzo 2007         |
| Robot                             | Robots               | 3x09   | 17 aprile 2007        |
| Il genio dell'Islam               | Machines of the East | 3x10   | 24 aprile 2007        |

### Quarta Stagione (2008)
| Numero | Titolo originale            | Prima visione inglese |
| ------ | --------------------------- | --------------------- |
| 4x01   | Lost Cities of the Deep     | 28 gennaio 2008       |
| 4x02   | Ancient Super Navies        | 4 febbraio 2008       |
| 4x03   | Ancient Super Ballistics    | 11 febbraio 2008      |
| 4x04   | Ancient Death Machines      | 25 febbraio 2008      |
| 4x05   | Ancient Chinese Super Ships | 3 marzo 2008          |
| 4x06   | Ancient New York            | 10 marzo 2008         |

### Quinta Stagione (2008)
| Numero | Titolo originale             | Prima visione inglese |
| ------ | ---------------------------- | --------------------- |
| 5x01   | Death Weapons of the East    | 23 ottobre 2008       |
| 5x02   | Impossible Naval Engineering | 30 ottobre 2008       |
| 5x03   | Ancient Tank Tech            | 6 novembre 2008       |
| 5x04   | Ancient Torture Tech         | 13 novembre 2008      |
| 5x05   | Ancient Mining Machines      | 20 novembre 2008      |
| 5x06   | Impossible Army Machines     | 1º dicembre 2008      |
| 5x07   | Lost Science of the Bible    | 15 dicembre 2008      |

### Sesta Stagione (2009)
| Numero | Titolo originale             | Prima visione inglese |
| ------ | ---------------------------- | --------------------- |
| 6x01   | Airborne Assault             | 5 novembre 2009       |
| 6x02   | Guns n' Ammo                 | 12 novembre 2009      |
| 6x03   | Ancient Mega-Fort            | 4 dicembre 2009       |
| 6x04   | Ancient Secret Angents       | 10 dicembre 2009      |
| 6x05   | Gruesome Medicine            | 18 dicembre 2009      |
| 6x06   | Riots and Revolution         | 18 dicembre 2009      |
| 6x07   | Ancient Commandos            | 18 dicembre 2009      |
| 6x08   | Ancient Special Forces       | 18 dicembre 2009      |
| 6x09   | Twisted Weapons of the East  | 18 dicembre 2009      |
| 6x10   | Ancient Record Breakers      | 22 dicembre 2009      |
| 6x11   | Mega Ocean Conquest          | 22 dicembre 2009      |
| 6x12   | Rituals of Death             | 22 dicembre 2009      |
| 6x13   | Secret Science of the Occult | 28 dicembre 2009      |